# Pseudapomecyna
Pseudapomecyna is een kevergeslacht uit de familie van de boktorren (Cerambycidae). De wetenschappelijke naam van het geslacht werd voor het eerst geldig gepubliceerd in 1954 door Breuning.

## Soorten
Pseudapomecyna is monotypisch en omvat slechts de volgende soort:
- Pseudapomecyna klugii (Thomson, 1868)